# عملیات شعله‌ای
عملیات شعله‌ای فرآیندی است که طی آن سطح مواد را توسط شعلهٔ حاصل از سوخت یک گاز قابل احتراق برای بهبود چسبندگی اصلاح می‌نمایند.
پلی الفین‌ها بویژه پلی اتیلن و پلی پروپیلن به دلیل داشتن مولکول‌های بلند و غیر قطبی پیوندهای ضعیفی را ایجاد می‌کنند و در صورتی که از روش‌های ویژهٔ اصلاح سطح استفاده نشود، پوشش دهی چسب، جوهر و سایر لایه‌های پوشاننده بر روی آنها ممکن نیست. با اعمال سریع حرارت شدید به یک سطح، زنجیره‌های مولکولی شکسته و گروه‌های عاملی قطبی اضافه می‌شوند. عملیات شعله ای همچنین گرد و غبار، الیاف، روغن‌ها و سایر آلاینده‌های سطحی را نیز می‌سوزاند.
عملیات شعله ای نسبت به ترمیم کرونا سریع تر است اما نیاز به تجهیزات پیشرفته تر و گران تری دارد.

## روند انجام عملیات شعله‌ای

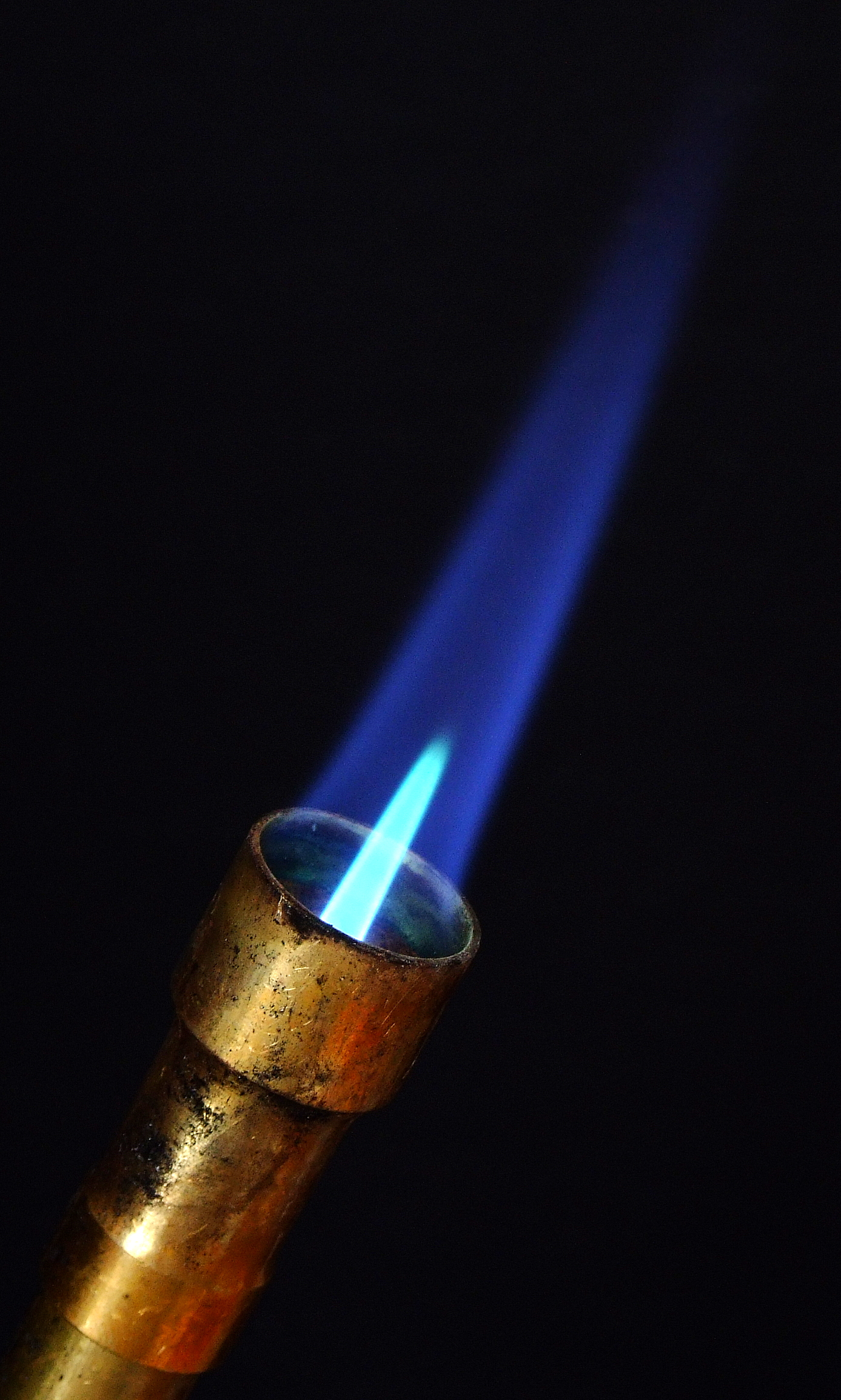
شعله حاصل از سوخت مخلوط شده با هوا

طی این فرایند گاز قابل احتراق با هوا مخلوط می‌شود و سپس شعلهٔ حاصل به سمت سطح برای انجام اصلاح هدایت می‌شود. شعله دارای یک مخروط داخلی آبی روشن به نام شعلهٔ اصلی و یک مخروط بیرونی آبی مات به نام شعلهٔ فرعی است. داغ‌ترین قسمت شعله در قسمت شعلهٔ اصلی می‌باشد که حرارت آن ممکن است تا ۱۸۰۰ درجهٔ سانتی گراد برسد. نوک مخروط داخلی (اصلی) حاوی مجموعه ای از مواد شیمیایی بسیار واکنش پذیراز جمله اکسیژن نسوخته، دی‌اکسید کربن، بخار آب و رادیکال‌های آزاد دگرشکل‌های اکسیژن و هیدروکسیل (OH) است.
برای پردازش سریع و یکنواخت یک سطح، بسیاری از جت‌های گاز، مشابه جت تصویر سمت چپ، در یک ردیف طولانی روی یک مشعل قرار می‌گیرند. ماده تحت اصلاح به سرعت و مستقیم از قسمت جلو یا زیر مخروط‌های داخلی (اصلی) عبور داده می‌شود. طی این عملیات سطح کمتر از یک ثانیه با شعله در تماس است و در نتیجه سطح به سرعت و بدون داشتن زمان کافی برای ذوب شدن، اصلاح می‌شود.
گونه‌های شیمیایی فعال در شعلهٔ گاز، مولکول‌های زنجیره بلند موجود در مواد پلاستیکی را می‌شکنند و سپس در محل شکست جایگزین می‌شوند که باعث ایجاد بارهای نقطه‌ای قطبی روی سطح می‌شود. در مقیاس میکروسکوپی، عملیات شعله ای باعث افزایش زبری سطح نیز می‌شود.